# Siphonalia fuscolineata
Siphonalia fuscolineata is een slakkensoort uit de familie van de Buccinidae. De wetenschappelijke naam van de soort is voor het eerst geldig gepubliceerd in 1860 door Pease.